# 喇叭沟门满族乡
喇叭沟门满族乡是中国北京市怀柔区下辖的一个民族乡，位于怀柔区最北端，是怀柔区面积最大的乡，也是北京市最北部的一个乡，少数民族占人口的34%。

## 行政区划

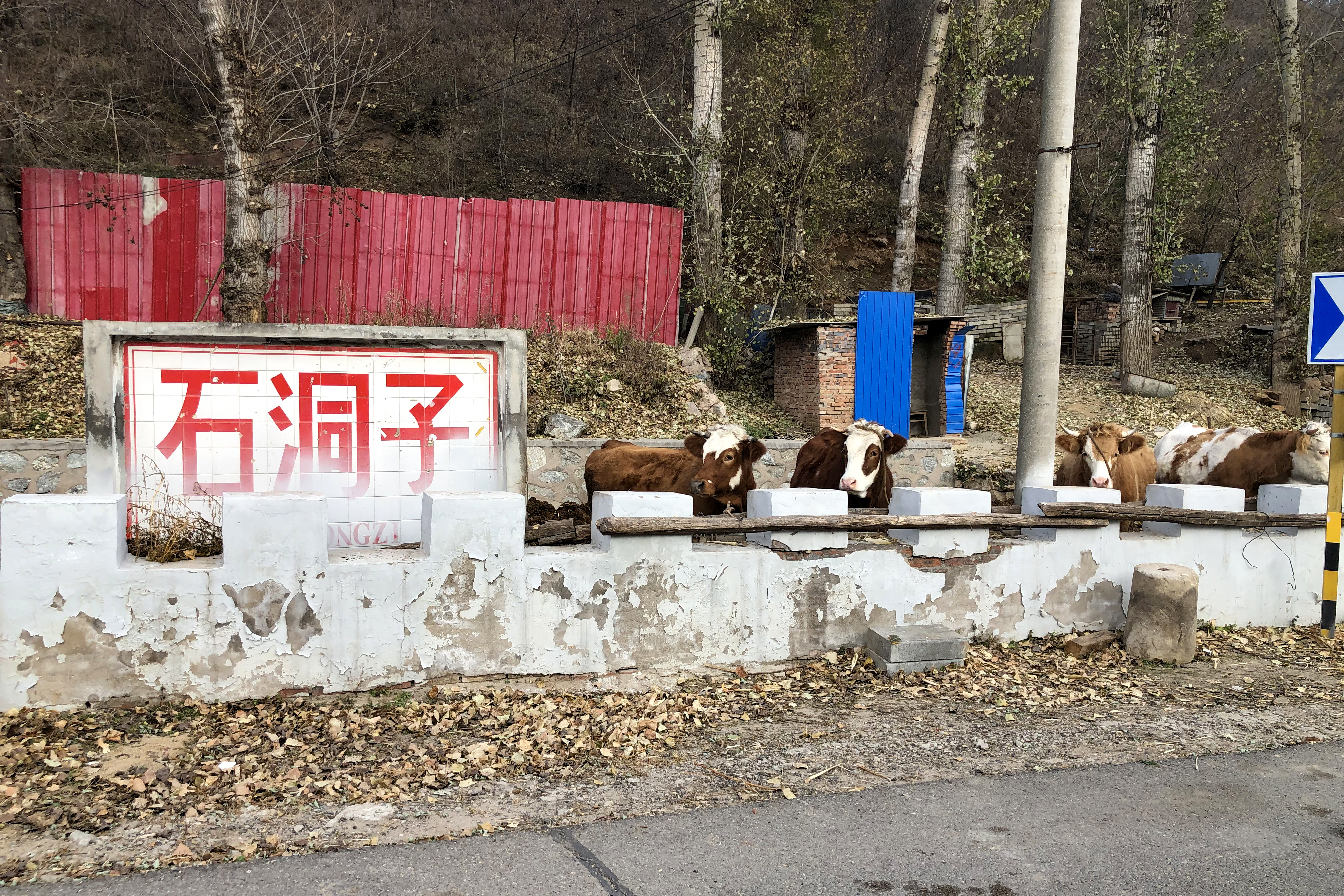
帽山村委会石洞子自然村是北京市最北端的自然村

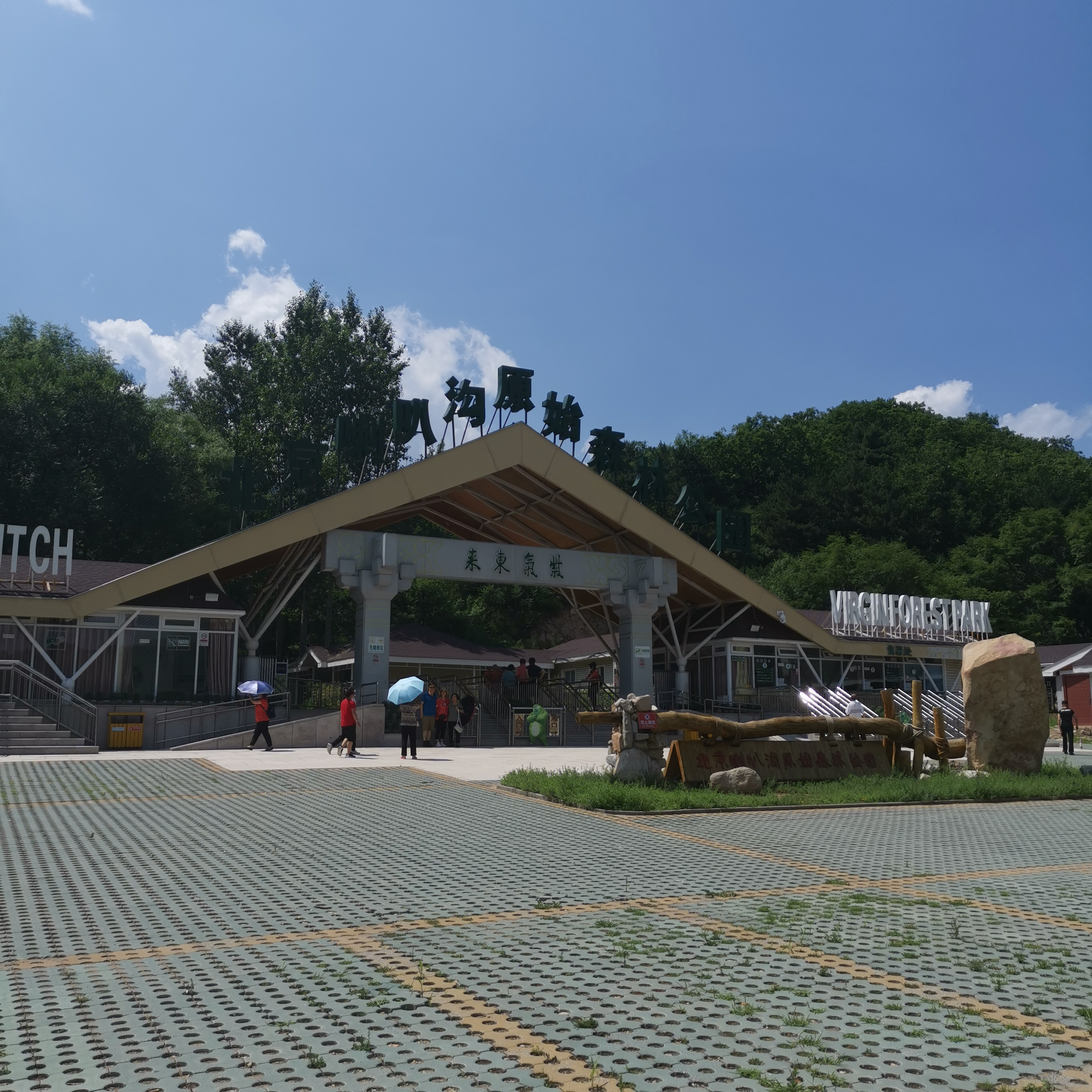
喇叭沟门原始森林公园

喇叭沟门满族乡下辖15个村委会：
帽山村、胡营村、四道穴村、西府营村、中榆树店村、下河北村、孙栅子村、北辛店村、苗营村、官帽山村、喇叭沟门村、大甸子村、东岔村、对角沟门村和上台子村。

## 交通
- 111国道过境。